# Mustela erminea aestiva
Mustela erminea aestiva es una subespecie de  mamíferos carnívoros  de la familia Mustelidae subfamilia Mustelinae.

## Distribución geográfica
Se encuentra en Alemania.